# Medmassa hiekae
Medmassa hiekae là một loài nhện trong họ Corinnidae.
Loài này thuộc chi Medmassa. Medmassa hiekae được Lucien Berland miêu tả năm 1922.